# Adrian Martinez (aktor)
Adrian Martinez (ur. 20 stycznia 1972 w Nowym Jorku) – amerykański aktor i komik pochodzenia meksykańskiego.

## Filmografia

### Filmy
- 1998: Morderstwo doskonałe – młody gangster
- 2002: Nasza Ameryka – właściciel sklepu
- 2003: Wizyta u April – mężczyzna w swetrze
- 2003: Wszystko w rodzinie – odźwierny Mitchella
- 2004: New York Taxi – Brazylijczyk
- 2005: Tłumaczka – Roland
- 2007: Nim diabeł dowie się, że nie żyjesz – ochroniarz
- 2008: Zawodowcy – Glenn
- 2009: Weronika postanawia umrzeć – pielęgniarz
- 2009: Metro strachu – taksówkarz
- 2009: Mały Nowy Jork – oficer Rodriguez
- 2010: Fujary na tropie – Tino
- 2010: Kick-Ass – bandyta
- 2010: Całkiem zabawna historia – Johnny
- 2010: Dzień dobry TV – ochroniarz
- 2011: Strasznie głośno, niesamowicie blisko – Hector Black
- 2012: Casa de mi padre – Manuel
- 2012: Pirania 3DD – Wielki Dave
- 2013: Smak życia 3, czyli chińska układanka – kurier
- 2013: Sekretne życie Waltera Mitty – Hernando
- 2013: American Hustle – Julius
- 2014: Niesamowity Spider-Man 2 – kasjer w winnicy
- 2015: Focus – Farhad
- 2015: Siostry – oficer Harris
- 2017: Jak dogryźć mafii – Tino
- 2018: Jestem taka piękna! – Mason
- 2019: Zakochany kundel – Elliot

### Seriale
- 1998: Nowojorscy gliniarze – Marco (1 odcinek)
- 2003: Brygada ratunkowa – Sam Wolfe (1 odcinek)
- 2000: Rodzina Soprano – Ramone (1 odcinek)
- 2001: Zawód glina – Miguel Alvarez (1 odcinek)
- 2001: Seks w wielkim mieście – dostawca (1 odcinek)
- 2002: Prawo i porządek – Hector (1 odcinek)
- 2001-2002: Nie ma sprawy – facet (2 odcinki)
- 2003: Sędziowie z Queens – Manuel Morales
- 2001-2008: Prawo i porządek: Zbrodniczy zamiar –
  - Amado,
  - Kellogg,
  - Policjant na lotnisku
- 2009: Szpital Miłosierdzia – Hector (1 odcinek)
- 2010: Jak to się robi w Ameryce – aktor (1 odcinek)
- 2003-2010: Prawo i porządek: sekcja specjalna –
  - Stuart Linderby,
  - Emilio Vasquez
- 2011: A Gifted Man – Hector (6 odcinków)
- 2014: Louie – człowiek huragan (1 odcinek)
- 2015: Gotham – Irwin (1 odcinek)
- 2016: Czarna lista – Dumont (1 odcinek)
- 2016: Falling Water – Marcos (odcinek pilotażowy)
- 2017: Czarna lista: Odkupienie – Dumont (8 odcinków)
- od 2019: Stumptown – Tookie
- 2020: Pohamuj entuzjazm – Harold (1 odcinek)

### Głosy
- 2009: Grand Theft Auto IV: The Lost and Damned – Brian Jeremy